# Хјумвил (Пенсилванија)
Хјумвил (енгл. Hulmeville) град је у америчкој савезној држави Пенсилванија.

## Демографија
По попису из 2010. године број становника је 1.003, што је 110 (12,3%) становника више него 2000. године.
| Група             | 2000.       | 2010.       |
| Белци             | 868 (97,2%) | 938 (93,5%) |
| Афроамериканци    | 3 (0,3%)    | 7 (0,7%)    |
| Азијати           | 9 (1,0%)    | 30 (3,0%)   |
| Хиспаноамериканци | 4 (0,4%)    | 10 (1,0%)   |
| Укупно            | 893         | 1.003       |